# Erica hexandra
Erica hexandra là một loài thực vật có hoa trong họ Thạch nam. Loài này được (S.Moore) E.G.H.Oliv. mô tả khoa học đầu tiên năm 1992.